# John Parke Fullerton
John Parke Fullerton, britanski general, * 1894, † 1977.